# آلفردو سابادین
آلفردو سابادین (ایتالیایی: Alfredo Sabbadin; ۲۰ ژانویهٔ ۱۹۳۶ – ۲۶ مارس ۲۰۱۶) دوچرخه‌سوار اهل ایتالیا بود.